# مارتین هیل
مارتین هیل (انگلیسی: Martin Hill؛ زادهٔ ۱ ژانویهٔ ۲۰۰۰) سرپرست جلوه‌های تصویری است. وی همچنین برندهٔ جوایزی همچون جوایز امی ساعات پربیننده شده‌است.